# Vanessa Kirby
Vanessa Nuala Kirby (Wimbledon, Londres, 18 d'abril de 1988) és una actriu anglesa. Va guanyar el premi BAFTA de televisió a millor actriu secundària i va ser nominada al premi Primetime Emmy a la millor actriu secundària en sèrie dramàtica pel seu paper de princesa Margarida a la sèrie de drama històric de Netflix The Crown (2016–2017). També va actuar en nombroses produccions teatrals, que li valeren tres premis Ian Charleston.
Va tenir papers secundaris a About Time (2013), El destí de Júpiter (2015) i Everest (2015). Va guanyar reconeixement pels seus papers a les pel·lícules d'acció Missió: Impossible – Fallout (2018) i Hobbs & Shaw (2019) i va guanyar la Copa Vulpi a la millor actriu per la seva interpretació a la pel·lícula dramàtica Pieces of a Woman (2020).

## Infantesa
Kirby va néixer a Wimbledon (Londres) el 18 d'abril de 1988, filla de l'exeditora de Country Living Jane i l'uròleg Roger Kirby. Té dues germanes, Joe i Juliet. Els actorsVanessa Redgrave i Corin Redgrave eren amics de la família. Va anar a l'institut a Hampton. Després de ser rebutjada per Bristol Old Vic Theatre School, va agafar un any sabàtic per viatjar abans d'estudiar anglès a la Universitat d'Exeter.

## Carrera

### Televisió i cinema
El 2011 va fer el seu debut televisiu a la sèrie de la BBC The Hour, amb Ben Whishaw, Dominic West i Romola Garai. Va fer d'Estella a la minisèrie de la BBC Great Expectations amb Ray Winstone, Gillian Anderson i Douglas Booth. Va interpretar Joanna, la millor amiga del personatge de Rachel McAdams a la pel·lícula de Richard Curtis About Time (2013).
Va interpretar Marsha a la producció de Benedict Andrews de Les tres germanes al Young Vic el setembre de 2012, amb crítiques excepcionalment positives. Va rodar The Rise a principis de 2012 amb Matthew Lewis i Timothy Spall. Es va estrenar als festivals de cinema de Toronto i de Londres amb crítiques favorables i va guanyar el premi a millor debut pel director Rowan Athale.
També va actuar a Kill Command amb Thure Lindhardt, El destí de Júpiter amb Mila Kunis i Channing Tatum, i Reina i pàtria amb Callum Turner, la seqüela de John Boorman de Esperança i glòria (1987). Va aparèixer com a Sandy Hill Pittman a Everest (2015) i a The Dresser.
El maig va ser seleccionada per interpretar la princesa Margarida del Regne Unit a la sèrie original de Netflix britànica The Crown, després d'un càsting de sis mesos. Per aquest paper va ser nominada als premis BAFTA el 2017 i va guanyar el guardó per la segona temporada el 2018. Kirby va guanyar el premi a la millor actriu de 2020 a la Mostra Internacional de Cinema de Venècia al debut en anglès de Kornél Mundruzcó Pieces of a Woman, una pel·lícula sobre la degradació d'un matrimoni.

## Vida personal
Kirby estava en una relació estable amb l'actor Callum Turner, amb qui va coprotagonitzar Reina i pàtria. La relació es va trencar el febrer de 2020.

## Filmografia

### Pel·lícules
| Any  | Títol                                                        | Paper                            | Notes        |
| ---- | ------------------------------------------------------------ | -------------------------------- | ------------ |
| 2010 | Love/Loss                                                    | Jane                             |              |
| 2012 | The Rise                                                     | Nicola                           |              |
| 2012 | Nora                                                         | Dona jove                        | Curtmetratge |
| 2013 | Charlie Countryman                                           | Felicity                         |              |
| 2013 | About Time                                                   | Joanna                           |              |
| 2014 | The Exchange                                                 | Dona                             | Curtmetratge |
| 2014 | Insomniacs                                                   | Jade                             | Curtmetratge |
| 2014 | Reina i pàtria (Queen and Country)                           | Dawn Rohan                       |              |
| 2014 | National Theatre Live: A Streetcar Named Desire              | Stella Kowalski                  |              |
| 2014 | Off the Page: Devil in the Details                           | Jessica                          | Curtmetratge |
| 2015 | El destí de Júpiter (Jupiter Ascending)                      | Katharine Dunlevy                |              |
| 2015 | Bone in the Throat                                           | Sophie                           |              |
| 2015 | Everest                                                      | Sandy Hill                       |              |
| 2016 | L'editor de llibres (Genius)                                 | Zelda Fitzgerald                 |              |
| 2016 | Kill Command                                                 | Katherine Mills                  |              |
| 2016 | Me Before You                                                | Alicia Dewares                   |              |
| 2018 | Missió: Impossible – Fallout (Mission: Impossible – Fallout) | Alanna Mitsopolis / Vídua blanca |              |
| 2019 | El senyor Jones (Mr. Jones)                                  | Ada Brooks                       |              |
| 2019 | Hobbs & Shaw                                                 | Hattie Shaw                      |              |
| 2020 | Pieces of a Woman                                            | Martha Carson                    |              |
| 2020 | The World to Come                                            | Tally                            |              |
| 2023 | Mission: Impossible – Dead Reckoning Part One                | Alanna Mitsopolis / Vídua blanca |              |

### Televisió
| Any       | Títol                       | Paper              | Notes                             |
| --------- | --------------------------- | ------------------ | --------------------------------- |
| 2011      | The Hour                    | Ruth Elms          | 3 episodis                        |
| 2011      | Great Expectations          | Estella Havisham   | Minisèrie; 3 episodis             |
| 2012      | Labyrinth                   | Alice Tanner       | Minisèrie; 2 episodis             |
| 2013      | Agatha Christie's Poirot    | Celia Ravenscroft  | Episodi: "Elephants Can Remember" |
| 2015      | The Dresser                 | Irene              | Telefilm                          |
| 2015      | The Frankenstein Chronicles | Lady Jemima Hervey | Paper principal; 7 episodis       |
| 2016–2017 | The Crown                   | Princesa Margarida | Paper principal; 17 episodis      |

### Teatre
| Any  | Títol                                                  | Dramatúrgia         | Personatge             | Teatre                   |
| ---- | ------------------------------------------------------ | ------------------- | ---------------------- | ------------------------ |
| 2010 | Tots eren fills meus (All My Sons)                     | Arthur Miller       | Ann Deever             | Octagon Theatre          |
| 2010 | Ghosts                                                 | Henrik Ibsen        | Regina Engstrand       | Octagon Theatre          |
| 2010 | El somni d'una nit d'estiu (A Midsummer Night's Dream) | William Shakespeare | Helena                 | Octagon Theatre          |
| 2010 | Al vostre gust (As You Like It)                        | William Shakespeare | Rosalind               | West Yorkshire Playhouse |
| 2011 | Women Beware Women                                     | Thomas Middleton    | Isabella               | Royal National Theatre   |
| 2011 | The Acid Test                                          | Anya Reiss          | Dana                   | Royal Court Theatre      |
| 2012 | Les tres germanes (Three Sisters)                      | Anton Txékhov       | Maria "Masha" Kulygina |                          |
| 2013 | Eduard II (Edward II)                                  | Christopher Marlowe | Elisabet de França     | Royal National Theatre   |
| 2014 | Un tramvia anomenat Desig (A Streetcar Named Desire)   | Tennessee Williams  | Stella Kowalski        | Vic jove                 |
| 2016 | L'oncle Vània (Uncle Vanya)                            | Anton Txékhov       | Helena Serebryakova    | Almeida Theatre          |
| 2016 | Un tramvia anomenat Desig (A Streetcar Named Desire)   | Tennessee Williams  | Stella Kowalski        | St. Ann's Warehouse      |
| 2018 | Julie                                                  | Polly Stenham       | Julie                  | Royal National Theatre   |

### Vídeos musicals
| Any  | Títol                  | Artista | Paper                 | Notes |
| ---- | ---------------------- | ------- | --------------------- | ----- |
| 2007 | "The Heart Never Lies" | McFly   | Protagonista femenina |       |